# 多々良大仏
多々良大仏（たたらだいぶつ）は、日本の山口県防府市多々良にある木製大仏。周防国衙の立馬場に建立されていた辻福寺の大仏であった。

## 概要
東大寺再建のため周防国へ西下した俊乗房重源上人が、奈良に似せて地元の職人に造らせたと言われる高さ3ｍの阿弥陀如来木彫像。正式名称は周防国多々良大仏殿。
仏像の作者は周防の国司であった俊乗坊重源上人と伝えられており、鎌倉時代前期の創建だと云われていた。
1892年（明治25年）毛利邸の要地決定に伴い移転してきたと云われている。
辻福寺は防府市多々良に存在していたとされるが、存在期間は不明で現存していないことがわかっている。

## 交通アクセス
鉄道・バス
- 山陽本線防府駅から車で約10分。